# Franz von Werneck
Franz von Werneck (Stoccarda, 13 ottobre 1748 – Hradec Králové, 17 gennaio 1806) è stato un generale austriaco di origini tedesche.

## Biografia

### I primi anni e l'inizio della carriera
Nato nella residenza reale del Württemberg il 13 ottobre 1748, Werneck entrò in servizio nell'esercito imperiale nel 1764 come tenente nel 28º reggimento di fanteria Weid-Runkel. Poco dopo venne trasferito al 50º reggimento di fanteria Stain col rango di capitano. Dopo vent'anni di regolare servizio nel reggimento ne divenne colonnello nel 1784. Durante la guerra contro l'Impero ottomano, guidò le sue truppe in diverse azioni a Slatina-Timiș il 13 settembre 1788, dove catturò la posizione di una collina. L'anno successivo combatté a Mehadia, ma il suo vero successo fu all'Assedio di Belgrado del 30 settembre 1789 quando guidò un assalto con la sua colonna composta da un battaglione del reggimento Stain, un battaglione di granatieri e una compagnia di volontari. Il 9 ottobre successivo l'assedio venne portato a compimento con successo e Francesco II del Sacro Romano Impero lo nominò maggiore generale. Il 19 dicembre 1790 venne decorato della croce di cavaliere dell'Ordine militare di Maria Teresa per il valore personale dimostrato sul campo di battaglia.

### Le guerre rivoluzionarie francesi
Dopo lo scoppio della guerra della Prima coalizione, Werneck guidò un contingente di granatieri con distinzione nella battaglia di Jemappes il 6 novembre 1792. Nel dicembre del 1792, il marchese Pierre Riel de Beurnonville guidò 20.000 soldati francesi per cercare di impadronirsi dell'Elettorato di Treviri. Si trovò di fronte una forza comandata dal principe Federico Guglielmo di Hohenlohe-Kirchberg. I difensori dovettero comunque arrendersi il 4 dicembre successivo dopo aver respinto alcuni attacchi francesi. A questo stadio del combattimento, Werneck era al comando della riserva a Grevenmacher che includeva alcuni battaglioni del 42º reggimento di fanteria Matheson e del 55º reggimento di fanteria Murray oltre a due squadroni del 31º reggimento di cavalleggeri Latour. Il 17 dicembre, le forze francesi collassarono e l'esercito di Beurnonville dovette abbandonare la città.

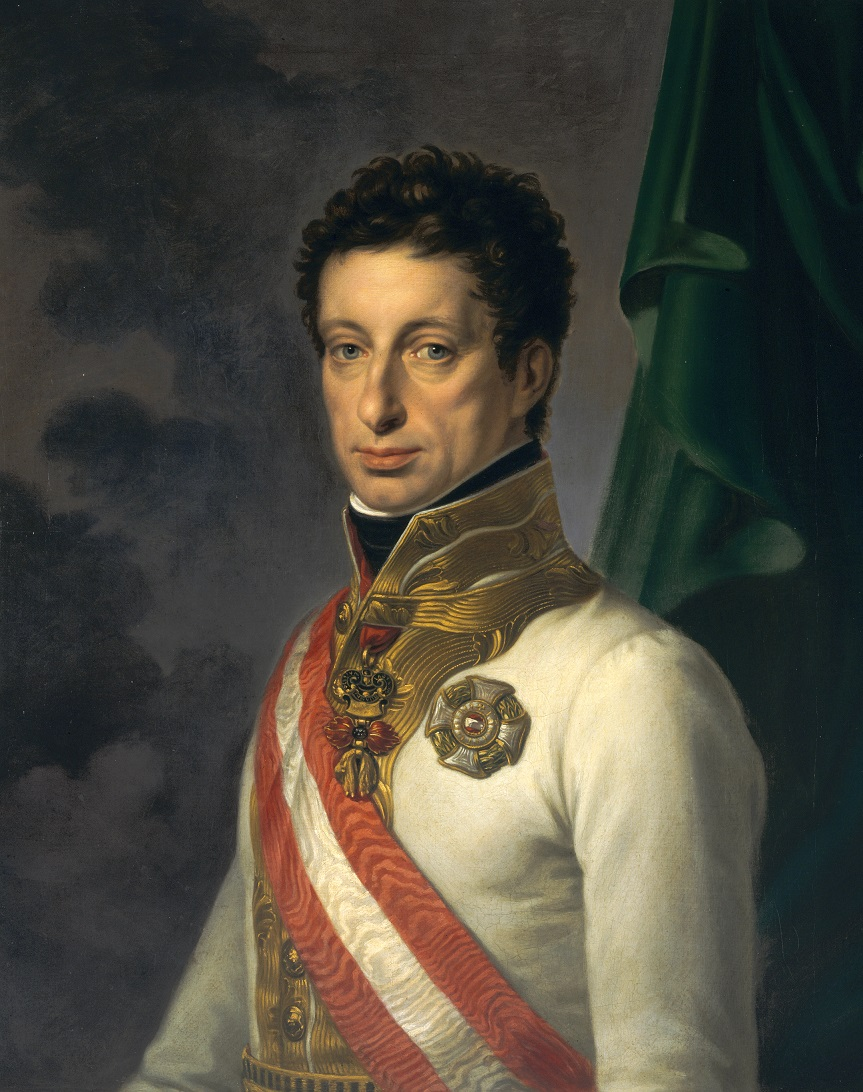
Werneck prestò servizio sotto l'arciduca Carlo nel 1796.

Werneck fu presente ad Aldenhoven il 1 marzo 1793 dove la colonna di Henri Christian Michel Stengel venne sconfitta da due reggimenti di cavalleria austriaca. Combatté nella battaglia di Neerwinden il 18 marzo e poi all'assedio di Valenciennes dal 25 maggio al 27 luglio, oltre al fallito assedio di Dunkirk dal 24 agosto all'8 settembre di quello stesso anno. Guidò una brigata nella riserva di Joseph Alvinczy nel corso della battaglia di Le Cateau del 29 marzo 1794. Promosso Feldmarschallleutnant il 28 maggio, servì nell'armata di Guglielmo, principe ereditario d'Orange. Nel 1795 condusse le sue truppe con l'armata di Carlo Giuseppe de Croix nell'area del Reno. Le azioni inclusero la battaglia di Magonza del 29 ottobre, dove ancora una volta diresse la riserva, e la battaglia di Pfeddersheim del 10 novembre.
Werneck prestò servizio brillantemente sotto il comando dell'arciduca Carlo d'Asburgo-Teschen nel corso della Campagna del Reno del 1796. Alla battaglia di Würzburg del 3 settembre, guidò una divisione di 12 battaglioni di granatieri nella riserva del corpo di Wilhelm von Wartensleben. I suoi comandanti di brigata erano Johann Kollowrat, Joseph von Schellenberg e Ludwig von Vogelsang. Il 18 settembre ottenne la commenda dell'Ordine Militare di Maria Teresa. Quando l'arciduca Carlo prese delletruppe per unirsi a quelle di Maximilien de Baillet-Latour, a Werneck venne lasciato il comando come indipendente nell'Armata del Basso Reno all'inizio di settembre. Le sue posizioni rimasero tali per tutto l'inverno, periodo durante il quale non subì attacchi da parte dei francesi. Il 18 aprile, Lazare Hoche e 38.000 soldati francesi dell'Armata della Sambre-et-Meuse colsero di sorpresa 21.000 degli uomini di Werneck nella battaglia di Neuwied. Dopo pesanti combattimenti, i suoi soldati persero 1000 tra morti e feriti e 3000 furono i prigionieri. Inoltre, 24 pezzi d'artiglieria, 60 carri rifornimenti e cinque bandiere reggimentali divennero trofeo dei francesi. Le perdite francesi ammontarono a 2000 uomini. Il 17 aprile, quando la divisione di Jean Étienne Championnet minacciò il fianco destro delle truppe di Werneck, il generale austriaco lasciò il fianco sinistro a Paul Kray di modo da potersi rafforzare. Quando le divisioni di Paul Grenier e François Joseph Lefebvre iniziarono ad attraversare il Reno alle 3 di notte, Werneck si mobilitò con le truppe di Kray per difendere il fianco sinistro. Lefebvre sconfisse il fianco sinistro austriaco, mentre Grenier riuscì a rompere la linea di Kray a Heddersdorf dopo ripetuti assalti. L'offensiva di Hoche costrinse gli austriaci ad una immediata ritirata che si concluse con la notizia del Trattato di Leoben. Dopo la sconfitta, Werneck venne posto in riposo a mezza paga.

### Le guerre napoleoniche

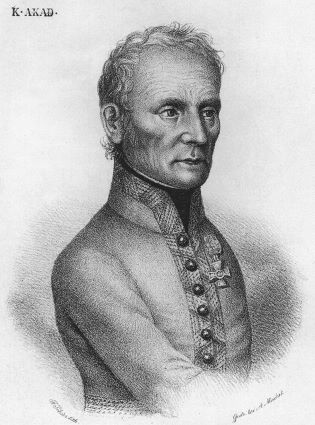
Il generale Mack guidò l'esercito austriaco al disastro.

All'inizio della Guerra della Terza coalizione nel 1805, Werneck venne richiamato in servizio e nominato capo di un'armata d'istanza in Germania. Nonostante i numerosi tentativi di riforma, l'esercito austriaco era rimasto ai concetti di guerra diffusisi nel XVIII secolo e ancora non riusciva a competere con le armate napoleoniche. Le brigate delle armate erano solo unità semi-permanenti e i corpi d'armata erano organizzati ad hoc. L'esercito mancava completamente di divisioni di staff che invece già esistevano in quello francese. Le armate francesi avevano conseguito notevoli vittorie nel 1800, ma sotto l'imperatore Napoleone Bonaparte divennero ancora più potenti e organizzate dal 1805. Il grande svantaggio austriaco fu la nomina a comandante dell'arciduca Ferdinando Carlo Giuseppe d'Austria-Este e del suo vice, il generale Karl Mack von Leiberich. Il capo dello staff dell'arciduca e del generale Mack, Anton Mayer von Heldensfeld, era intenzionato a fermarsi presso il corso del fiume Lech come originariamente pianificato, mentre Mack aveva il desiderio di marciare verso l'Iller e Ulma. Dopo che l'imperatore Francesco I d'Austria ebbe appoggiato Mack e Mayer, l'esercito austriaco si concentrò sull'Iller. I fianchi vennero protetti da 11.000 uomini al comando del generale Franjo Jelačić presso il Lago di Costanza e da 12.000 uomini al comando di Michael von Kienmayer a Ingolstadt sul Danubio.
Mentre il V corpo d'armata al comando del generale francese Jean Lannes e la cavalleria di Gioacchino Murat si spostarono ad est verso Ulma, il resto dell'esercito di Napoleone si spostò a nord sulla riva del Danubio. Attraversando il fiume a est degli austriaci, il I, II, III, IV e V corpo d'armata francese si posero di fatti tra Ulma e Vienna. La sconfitta degli austriaci nelle battaglie di Wertingen e Günzburg il successivo 8 e 9 ottobre aprirono scenari funesti. Un tentativo di sortita venne fatto dagli austriaci l'11 ottobre nella battaglia di Haslach-Jungingen. Infine, il 13 ottobre, Mack ordinò a Werneck di marciare col suo corpo d'armata a nordest da Ulma di modo da fuggire dalla trappola preparata dai nemici. Il suo fianco meridionale era coperto dai corpi di Johann Sigismund Riesch con quartier generale a Elchingen. L'arciduca Ferdinando abbandonò Ulma con corpi di cavalleria.
Il VI corpo d'armata di Michel Ney sconfisse Riesch il 14 ottobre nella battaglia di Elchingen e costrinse i sopravvissuti a ritirarsi a Ulma. Murat iniziò quindi ad inseguire le truppe di Werneck. Il 16 ottobre, si ebbe lo scontro tra la cavalleria di Ney e la divisione del principe Federico Francesco Saverio di Hohenzollern-Hechingen a Langenau. Murat catturò 5.000 soldati austriaci sotto il comando di Rudolf Sinzendorf a Herbrechtingen il 17 ottobre. In quello stesso giorno, la cavalleria dell'arciduca Ferdinando combatté la cavalleria francese a Nördlingen ed un altro scontro si ebbe con le truppe di Werneck a Neresheim. Murat e Ney con 28.000 uomini accerchiarono l'avversario a Treuchtlingen il 19 ottobre. In quel giorno Werneck capitolò con 15.000 uomini, 28 cannoni, 12 bandiere, 2 stendardi e 4 generali. Il principe di Hohenzollern si rifiutò di capitolare e se ne andò coi suoi 10 squadroni di cavalleria. Ferdinando fuggì in Boemia col principe Karl Philipp Schwarzenberg e 12 squadroni di cavalieri. Il 20 ottobre Mack si arrese a seguito della battaglia di Ulma con 20.000 uomini, 3000 cavalieri e 59 cannoni.
Della resa generale, venne però incolpato Werneck. Il 17 gennaio 1806, egli morì di attacco cardiaco mentre era in attesa di incontrare la corte marziale alla fortezza di Hradec Králové (Königgrätz). Nei suoi titoli baronali gli succedette il figlio Reinhard von Werneck.